# Peter Walsh (politiker)
Peter Alexander Walsh, född 11 mars 1935 i Doodlakine i Western Australia, död 10 april 2015 i Perth i Western Australia, var en australisk politiker. Han var Australiens finansminister 1984–1990. Hans memoarbok Confessions of a Failed Finance Minister utkom 1995.